# Lankhorst Taselaar
Lankhorst Taselaar es un deportista neerlandés que compitió en vela en la clase 470. Ganó una medalla de plata en el Campeonato Mundial de 470 de 1991.

## Palmarés internacional
| \| Campeonato Mundial \| Campeonato Mundial \| Campeonato Mundial \| Campeonato Mundial \| \| Año \| Lugar \| Medalla \| Clase \| \| ------------------ \| -------------------- \| ------------------ \| ------------------ \| \| 1991 \| Brisbane (Australia) \| Medalla de plata \| 470 \| |                      |                  |       |
| Campeonato Mundial |                      |                  |       |
| Año | Lugar                | Medalla          | Clase |
| 1991 | Brisbane (Australia) | Medalla de plata | 470   |